# 武藤友益
武藤 友益（むとう ともます）は、戦国時代から安土桃山時代にかけての武将。若狭武田氏の家臣。若狭国大飯郡石山城主。武田四老の一人。上野介と称した。

## 生涯
武藤氏は鎌倉初期以来の譜代家臣の家柄という。若狭国大飯郡佐分利郷石山に居住し、佐分利郷十七ヶ村を領したため「佐分利殿」と称された（『若狭国史』）。
加斗荘の土豪・伊崎氏の系図によると、天文7年（1538年）に友益は一族の武藤友賢とともに稲葉館主・伊崎堯為を攻めて降伏させ、天文9年（1540年）には堯為の次男・義誠を執事として召し抱えたという。しかし河村昭一によればこれらの出来事を裏付ける資料は無いとしている。
永禄9年（1566年）に粟屋勝久や熊谷氏が武田義統に謀反を起こした際には逸見氏や本郷氏とともに義統を支持した。
元亀元年（1570年）4月、織田信長が朝倉氏を攻めるべく、友益討伐を口実に出陣しているが、実際に友益が反信長の態度を取ったのかは不明である。また、信長が同年7月10日付けで毛利元就に送った朱印状には足利義昭より友益討伐を命じられたものの、友益の背後に朝倉義景がいることが判明したため越前敦賀に発向したと説明しており、谷口克広はこれを根拠に信長が友益討伐を口実に朝倉氏を急襲しようとしていたとしている。
その後、友益は信長から派遣された明智光秀・丹羽長秀によって居城を破却され、母親を人質として提出させられるが（『信長公記』）、同年10月には武田信方・粟屋右京亮とともに信長に反旗を翻して信長方の山県孫三郎が拠る賀羅岳城を攻め落としている（『言継卿記』）。
その後、天正3年（1575年）7月1日に武田元明ら若狭衆が相国寺に出仕した際や、同年8月の越前攻めにその名が見えないことから、信長によって追放されたものと思われる。なお、友益の跡識は逸見昌経に与えられたものの、天正9年（1581年）に昌経が死去すると元明に与えられた。
天正10年（1582年）の本能寺の変で信長が横死すると、友益は他の若狭衆とともに明智光秀に与した元明に従って佐和山城を占拠したため、山崎の戦いの後に追放された。なお、『丹羽歴代年譜付録』には武藤景久なる人物が記載されており、谷口克広は友益と同一人物と比定しているが、河村昭一は別人と見なしている。